# Схидное (Днепропетровская область)
Схидное (укр. Східне) — село,
Першотравневский сельский совет,
Никопольский район,
Днепропетровская область,
Украина.
Код КОАТУУ — 1222985204. Население по переписи 2001 года составляло 103 человека.

## Географическое положение
Село Схидное находится на берегу безымянной речушки,
выше по течению на расстоянии в 3,5 км расположено село Новоивановка.
Река в этом месте пересыхает, на ней сделано несколько запруд.

## История
- 2011 год — изменён статус с посёлка на село.